# Anelosimus linda
Anelosimus linda là một loài nhện trong họ Theridiidae.
Loài này thuộc chi Anelosimus. Anelosimus linda được miêu tả năm 2006 bởi Agnarsson.